# Sutra del corazón

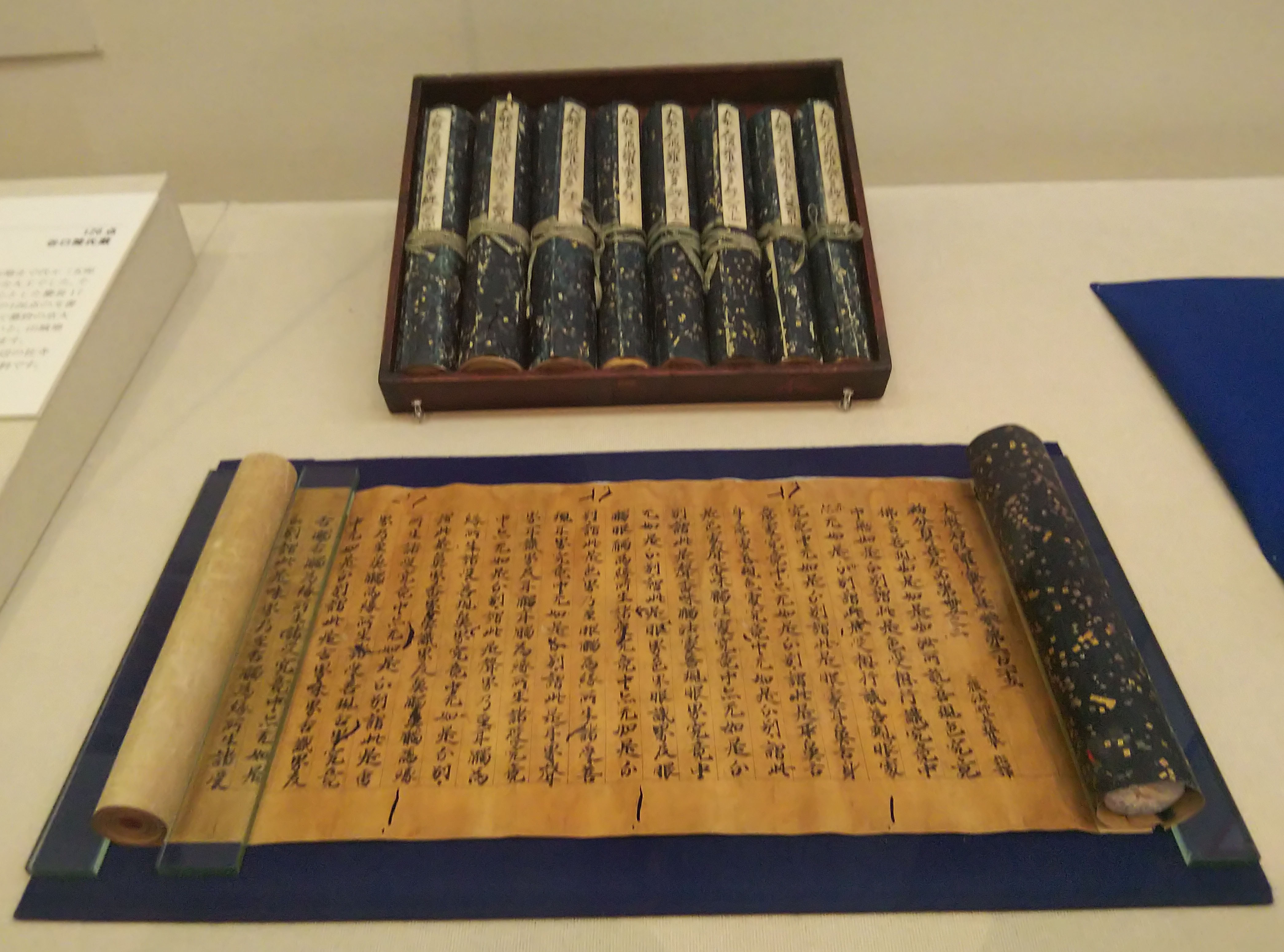
Manuscrito del Sutra del corazón.

El Sutra del Corazón (Prajñāpāramitā Hṛdaya Sūtra) o Sutra de la esencia de la sabiduría es un sutra (texto budista) muy popular en la escuela budista Mahāyāna por su brevedad y profundidad. Se tiene como la más investigada de todas las escrituras budistas.: 21 

## Contexto
El Sutra del Corazón es uno de los textos que conforman la literatura Prajñāpāramitā (o de Perfección de la sabiduría) dentro del budismo Mahāyāna. Junto con el Sutra del diamante, se consideran lo más representativo de su género.
Está compuesto por catorce shlokas o versos en sánscrito (260 caracteres en la versión china, Taisho Tipitaka Vol. T08 No. 251, traducida por Xuanzang). Esto le convierte en una de las versiones más abreviadas de los textos Prajñāpāramitā (o Perfección de la sabiduría), teniendo en cuenta que existen algunos ejemplos de unos 100 000 slokas. 
Según Edward Conze el sutra pertenece al tercero de los cuatro periodos del canon Prajñāpāramitā, aunque al contener un mantra, se superpone al llamado período tántrico y se incluye en la sección tántrica en algunas secciones del Kangyur (canon budista tibetano).
El estudio del Sutra del Corazón se enfatiza en algunas tradiciones budistas del este asiático; su versión china es muy recitada en las ceremonias de las escuelas Zen en China, Japón, Corea y Vietnam. También es significativo en la escuela japonesa de budismo Shingon, cuyo fundador, Kukai, escribió un comentario sobre él. También el budismo tibetano lo estudia en profundidad.
Este sutra es de los pocos no atribuidos a Gautama Buda. En algunas versiones chinas del texto, comenzando por la de Fayue del año 735,: 30  Buda confirma y canta las palabras de Avalokiteśvara.
En el texto se hace referencia a distintos conceptos budistas de los cuales se dice que son Sunyata (concepto budista del vacío), estos son, los Skandhas, los seis sentidos (ojo, oído,..., mente), las seis cualidades (forma, sonido,...), los Dhatus, la cadena de doce de la causalidad y las Cuatro Nobles Verdades, finalizando con un mantra.

## Mantra
El mantra que incluye este sutra se canta en todas las escuelas Mahāyāna. Aparece aquí transliterado en sánscrito.
En las escuelas de meditación generalmente se considera que la pronunciación de los mantras es importante para conseguir su efectividad, pero también es fundamental comprender su significado y no considerarlo supersticiosamente sólo como una suerte de fórmula mágica. 
| Sánscrito  | Sánscrito    |                  |                      |
| Devanāgarī | Romanización | Pronunciación    | Traducción           |
| ---------- | ------------ | ---------------- | -------------------- |
| गते गते      | Gate gate    | [gəteː gəteː]    | Partir. Partir       |
| पारगते       | Pāragate     | [pɑːɾə gəteː]    | Partir a lo alto     |
| पारसंगते      | Pārasaṃgate' | [pɑːɾəsəŋ gəteː] | Partir a lo más alto |
| बोधि स्वाहा     | Bodhi svāhā  | [boːdɦɪ sʋɑːhɑː] | Despertar. Así sea   |

## Origen y primeras traducciones
El  Sutra del corazón  se ha datado tradicionalmente como probablemente compuesto en el siglo I DC en el territorio del Imperio Kushán, por un  Sarvastivadin o un exmonje Sarvastivadin.: 25  El registro más antiguo de una copia del sutra es una traducción china de 200-250 DC hecha por Yuezhi monje Zhi Qian.: 24   Fue traducido nuevamente por Kumarajiva alrededor de 400 DC. La traducción de Zhi Qian se perdió antes del tiempo de Xuanzang, quien produjo su propia traducción en 649 DC, que coincidía estrechamente con la de Kumarajiva.: 26–30 
Sin embargo, con base en los patrones textuales en las versiones en sánscrito y chino del Sutra del corazón y el Mahaprajnaparamita, el erudito Jan Nattier sugirió que la versión más antigua (más corta) del Sutra del corazón probablemente se compiló primero en chino a partir de textos traducidos en sánscrito , y luego traducido al sánscrito.: 27   Esta polémica teoría ha ganado apoyo entre algunos eruditos budistas pero los otros no lo aceptan ni tampoco la mayoría de los monásticos budistas.: 29 

### Título
Zhi Qian le dio a su traducción el título de Prajnaparamita Dharani.: 24  La traducción de Kumarajiva fue  Maha Prajnaparamita Mahavidya Dharani . La traducción de Xuanzang fue la primera que utilizó  Hrdaya  o 'Corazón' en el título.: 41 
La de Xuanzang fue también la primera traducción en llamar al texto  sutra .: 44 
Algunas citas de las traducciones de Zhi Qian y Kumarajiva anteponen  moho  (que sería  maha  en sánscrito) al título. Algunas ediciones tibetanas y chinas agregan  bhagavati , que significa "abundante", un epíteto de  Prajnaparamita  como madre de todos los budas.: 41 : 1 

## El texto
Varios comentaristas dividen este texto en diferentes números de secciones. Brevemente, el sutra describe la experiencia de liberación del bodhisattva de la compasión,  Avalokiteśvara, como resultado del conocimiento obtenido mientras estaba involucrado en profunda meditación para despertar la facultad de  prajña (sabiduría). La idea se refiere al Śūnyatā de todos los fenómenos, los cinco agregados de la existencia humana (skandhas): forma (rūpa), sentimiento (vedanā), voliciones (samskārā), percepciones (saṁjñā), y consciencia (vijñāna).
La secuencia específica de conceptos enumerados en las líneas 12-20 («... en el vacío no hay forma, no hay sensación, ... no hay logro ni no logro») es la misma secuencia utilizada en el Sarvastivadin Samyukt Agama, esta secuencia difiere en los textos de otras sectas. Sobre esta base,  Red Pine ha argumentado que el Sutra del Corazón es específicamente una respuesta a las enseñanzas Sarvastivada.: 14–15 

## Edición en castellano
- Diálogo del diamante seguido del diálogo del corazón. Edición Juan Arnau, traducción Luis Ó. Gómez, cartoné, 152 páginas, colección Memoria mundi 159. Ediciones Atalanta. 2023. ISBN 978-84-126014-4-2.